# Emil Eliasson (dirigent)
Karl Emil Eliasson, född 10 juni 1989 i Skellefteå Sankt Olovs församling, Västerbottens län, är en svensk dirigent.

## Biografi
Eliasson tog 2014 examen från Kungliga Musikhögskolan i Stockholm och masterprogrammet i orkesterdirigering, där han studerat för bl.a. Daniel Harding. Under studietiden gästade han flera av de professionella symfoniorkestrarna runtom i landet, såsom Norrköpings Symfoniorkester, Symfoniorkestern vid Norrlandsoperan, Gävle Symfoniorkester, Dalasinfoniettan och Västerås Sinfonietta.
2015 tilldelades han Crusell-stipendiet. 2019 tilldelades han Sixten Gemzéus stora musikstipendium, Stipendiet uppgår till 500 000 kr och är därigenom Sveriges största musikstipendium. 